# Ala-Koutojärvi
Ala-Koutojärvi är en sjö i Kiruna kommun i Lappland och ingår i Torneälvens huvudavrinningsområde. Sjön har en area på 0,0575 kvadratkilometer och ligger 323 meter över havet.

## Delavrinningsområde
Ala-Koutojärvi ingår i det delavrinningsområde (753203-178949) som SMHI kallar för Mynnar i Olosjoki. Medelhöjden är 324 meter över havet och ytan är 47,59 kvadratkilometer. Det finns inga avrinningsområden uppströms utan avrinningsområdet är högsta punkten. Nuorukkajoki som avvattnar avrinningsområdet har biflödesordning 4, vilket innebär att vattnet flödar genom totalt 4 vattendrag innan det når havet efter 304 kilometer. Avrinningsområdet består mestadels av skog (92 procent). Avrinningsområdet har 1,08 kvadratkilometer vattenytor vilket ger det en sjöprocent på 2,3 procent.